# Cressé
Cressé és un municipi francès situat al departament del Charente Marítim i a la regió de la Nova Aquitània. L'any 2007 tenia 252 habitants.

## Demografia

### Població
El 2007 la població de fet de Cressé era de 252 persones. Hi havia 113 famílies de les quals 28 eren unipersonals (12 homes vivint sols i 16 dones vivint soles), 58 parelles sense fills, 23 parelles amb fills i 4 famílies monoparentals amb fills.
La població ha evolucionat segons el següent gràfic:
Habitants censats

### Habitatges
El 2007 hi havia 152 habitatges, 118 eren l'habitatge principal de la família, 16 eren segones residències i 18 estaven desocupats. 149 eren cases i 3 eren apartaments. Dels 118 habitatges principals, 102 estaven ocupats pels seus propietaris, 15 estaven llogats i ocupats pels llogaters i 1 estava cedit a títol gratuït; 1 tenia una cambra, 6 en tenien dues, 19 en tenien tres, 26 en tenien quatre i 65 en tenien cinc o més. 107 habitatges disposaven pel capbaix d'una plaça de pàrquing. A 65 habitatges hi havia un automòbil i a 44 n'hi havia dos o més.

### Piràmide de població
La piràmide de població per edats i sexe el 2009 era:
| Homes | Edats   | Dones |
| ----- | ------- | ----- |
| 0     | 95 o +  | 4     |
| 0     | 90 a 94 | 0     |
| 0     | 85 a 89 | 4     |
| 0     | 80 a 84 | 8     |
| 4     | 75 a 79 | 20    |
| 24    | 70 a 74 | 0     |
| 12    | 65 a 69 | 28    |
| 4     | 60 a 64 | 12    |
| 12    | 55 a 59 | 0     |
| 4     | 50 a 54 | 8     |
| 8     | 45 a 49 | 4     |
| 12    | 40 a 44 | 12    |
| 4     | 35 a 39 | 4     |
| 16    | 30 a 34 | 0     |
| 0     | 25 a 29 | 0     |
| 4     | 20 a 24 | 0     |
| 8     | 15 a 19 | 4     |
| 8     | 10 a 14 | 0     |
| 0     | 5 a 9   | 0     |
| 4     | 0 a 4   | 0     |

## Economia
El 2007 la població en edat de treballar era de 131 persones, 83 eren actives i 48 eren inactives. De les 83 persones actives 77 estaven ocupades (48 homes i 29 dones) i 6 estaven aturades (1 home i 5 dones). De les 48 persones inactives 23 estaven jubilades, 6 estaven estudiant i 19 estaven classificades com a «altres inactius».

### Ingressos
El 2009 a Cressé hi havia 112 unitats fiscals que integraven 223 persones, la mediana anual d'ingressos fiscals per persona era de 14.558 €.

### Activitats econòmiques
Dels 8 establiments que hi havia el 2007, 2 eren d'empreses alimentàries, 1 d'una empresa de construcció, 2 d'empreses de comerç i reparació d'automòbils, 1 d'una empresa d'hostatgeria i restauració, 1 d'una empresa de serveis i 1 d'una entitat de l'administració pública.
Dels 2 establiments de servei als particulars que hi havia el 2009, 1 era una lampisteria i 1 restaurant.
Dels 2 establiments comercials que hi havia el 2009, 1 era una carnisseria i 1 una botiga d'equipament de la llar.
L'any 2000 a Cressé hi havia 18 explotacions agrícoles que ocupaven un total de 539 hectàrees.

## Poblacions més properes
El següent diagrama mostra les poblacions més properes.